# Pararge roxandra
Pararge roxandra är en fjärilsart som beskrevs av Herrich-Schäffer 1850. Pararge roxandra ingår i släktet Pararge och familjen praktfjärilar. Inga underarter finns listade i Catalogue of Life.